# Население

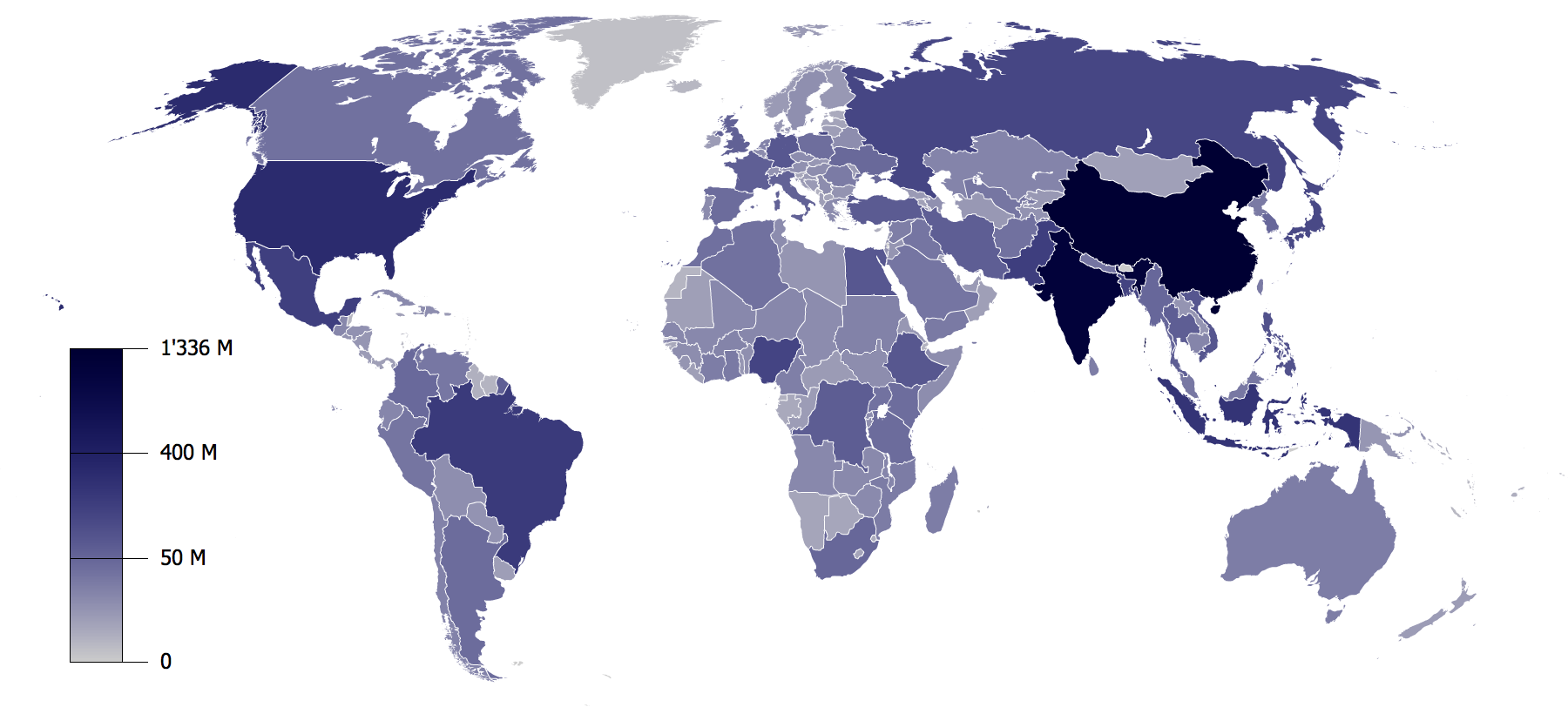
Население по странам мира (2009 год)

Населе́ние (народонаселение) в демографии — совокупность людей, живущих на Земле (население Земли) или в пределах конкретной территории — континента, страны, государства, области и так далее.
Народонаселение непрерывно возобновляется в ходе воспроизводства.

## Население как объект изучения со стороны научных дисциплин
Совокупность знаний о населении характеризуется системой понятий, категорий, законов. Население, его развитие и другие характеристики изучается науками о населении, к которым в первую очередь относятся:
- демографическая статистика или статистика населения — занимается сбором эмпирических (первичных) данных о населении.
- демография, которую также часто называют «наукой о населении» или «наукой о воспроизводстве населения» — занимается анализом этих данных, интерпретацией (объяснением), построением как математических, так дескриптивных (описательных) моделей и теорий, как о динамике населения в целом, так и об отдельных его составляющих и аспектах.
- экономическая наука — в содружестве с экономической демографией чаще изучает «трудовой потенциал населения»
- география — изучает распределение населения на территории и отдельные аспекты его перемещения (миграции)
- этнография, а также этнология — совместно с этнодемографией изучают этнический состав (структуру) населения
- социология — на стыке с социальной демографией изучают социальную структуру (либо структуры) населения
- медицина, а также такие её разделы как коммунальная и социальная гигиена — изучают состояние здоровья населения

## Виды и модели населения
В демографии выделяются следующие категории населения:
- Постоянное население — обычное население, основная категория, объединяющая совокупность людей, для которых данная территория представляет собой место обычного проживания в данное время[1]
- Стабильное население — теоретическая модель населения с неизменными во времени интенсивностями рождаемости, смертности и возрастной структурой[2].
- Стационарное население — теоретическое население, частный случай стабильного населения при истинном коэффициенте естественного прироста r = 0 и неизменной численности населения P(t) = P(0)[3].

В статистике населения (демостатистике), занимающейся сбором эмпирических данных и учетом населения, различаются также следующие категории:
- Наличное население — часть населения, которая находится на момент учета в данном населённом пункте, независимо от места постоянного проживания.
- Постоянное население — часть населения, которая постоянно проживает в данном населённом пункте, независимо от фактического местонахождения на момент учета.
- Временно отсутствующие — лица, которые на момент учета временно отсутствовали в месте постоянного проживания (на срок не более 6 месяцев).
- Временно присутствующие — лица, которые временно находились в данном населённом пункте на момент учета (на срок не более 6 месяцев).

## Показатели, характеризующие население
- численность и его динамика
- интенсивность демографических процессов: рождаемость, смертность, естественный прирост, брачность
- расселение, плотность, урбанизация, миграция
- возрастно-половой состав и семейное состояние
- уровень образования
- расовый, языковой, этнический и религиозный состав
- уровень социально-экономического развития, уровень жизни.

## Виды учёта населения
- Перепись населения — единый процесс сбора, обобщения, анализа и публикации демографических, экономических и социальных данных населения, относящихся по состоянию на определённое время ко всем лицам в стране или чётко ограниченной её части.
- Текущий учёт населения, оценка численности населения — постоянный учёт естественного (рождаемости и смертности) и механическом движения (прибытия и выбытия) населения определенной территории по состоянию на определенное время (период).

## Качество населения
Это интегральное свойство множества людей, объединенных в сообщества, определяющее уровень социальной эффективности их жизнедеятельности.
Категория «качество населения» — это ресурс и гарант стабильного развития, основа национальной, экономической безопасности государства.
В большей степени категория «население» используется в Законе РФ от 19.04.1991 № 1032-1 «О занятости населения в Российской Федерации».
Качество населения неотделимо от жизнедеятельности людей, среды их обитания, кроме того, носит конкретно исторический характер и определяется соответствующим способом производства. Практически все характеристики жизнедеятельности взаимосвязаны между собой прямыми и обратными связями и потому их совокупность — это сложная целеустремленная система, которая органично связывает качество населения и качество жизни.
В результате качество населения через сферу потребностей обусловливает содержательную основу показателей качества жизни.
Качество населения — это категория, характеризующая определенность населения как субъекта социальной жизнедеятельности, общественного производства и общественных отношений, то есть способность населения реагировать на сложившиеся природные, технические, экономические, социокультурные условия и приспосабливать их к своим изменяющимся потребностям. Свойства населения принимают форму наблюдаемых и количественно измеряемых характеристик (рождаемость и смертность, брачность и разводимость, образовательный и квалификационный уровень и др.). Совершенствование качественных характеристик, прежде всего здоровья и образования, позволяет повысить экономичность воспроизводства населения, то есть сохранить численность населения и даже темп её роста при сокращении абсолютных чисел смертей и рождений. Качество населения определить довольно сложно. Довольно удачно схватывает категорию «качество населения» социально-психологический подход. В этом смысле используется категория деятельных способностей и потребностей населения.
Качество населения — совокупность деятельных способностей, которыми таковое обладает в силу опыта исторического развития территории. Качество населения выражается в совокупности социально-демографических показателей, но не сводится к ним.